# Jatisawit Lor
Jatisawit Lor is een bestuurslaag in het regentschap Indramayu van de provincie West-Java, Indonesië. Jatisawit Lor telt 3381 inwoners (volkstelling 2010).